# Matthew Smith
Matthew Smith, född den 20 november 1973 i Tamworth, Australien, är en australisk landhockeyspelare.
Han tog OS-brons i herrarnas landhockeyturnering i samband med de olympiska landhockeytävlingarna 1996 i Atlanta.